# Stadion Mračaj
Stadion Mračaj – stadion sportowy w Jajcach, w Bośni i Hercegowinie.
Stadion posiadał zadaszoną trybunę po stronie zachodniej, powstałą w 1970 roku. Boisko otoczone było bieżnią lekkoatletyczną. Pojemność stadionu szacowana była na 3000 widzów. Na przełomie 2020 i 2021 roku trybuna obiektu została rozebrana. Następnie planuje się budowę nowych trybun na 5000 widzów i przekształcenie stadionu w typowo piłkarski obiekt.
Gospodarzem stadionu jest klub piłkarski NK Metalleghe-BSI. W sezonie 2016/2017 zespół ten występował w Premijer lidze, jednak ponieważ stadion Mračaj nie spełniał wymogów najwyższej klasy rozgrywkowej, drużyna grała w tym czasie na stadionach Pirota w Travniku i Miejskim w Banja Luce.